# Bill Durkee
Wilfred L. Durkee jr., detto Bill (Oakland, 14 luglio 1921 – Las Vegas, 3 aprile 2006), è stato un cestista statunitense, professionista nella NBL.

## Carriera
Giocò una stagione nella NBL, disputando 23 partite con 1,8 punti di media.